# Polychaetophyes serpulidia
Polychaetophyes serpulidia är en insektsart som beskrevs av George Willis Kirkaldy 1906. Polychaetophyes serpulidia ingår i släktet Polychaetophyes och familjen Machaerotidae. Inga underarter finns listade i Catalogue of Life.